# Мочаки-Первые
Мочаки-Первые — хутор в Прохоровском районе Белгородской области. Входит в состав Холоднянского сельского поселения.

## История
Время образования хутора датируется серединой XIX века. Первоначальной название хутора было хутор Куцый, что значило «откушенный». Позднее название изменили, опираясь на особенности местности - наличие солончаков.
Еще одной из версий названия является также местоположение хутора - он находится в низине, возле пруда, где постоянно сыро, отсюда могло пойти и название - Мочак.
Согласно архивным данным в 1885 году на хуторе располагалось 6 дворов. Первопоселенцы были выходцами из слободы Алексеевки (Коренька). Развитие хутора произошло в конце XIX -в начале XX веков. На момент 1916 года хуторобьядинял 46 домохозяйств. Приход, к которому относился хутор, был в селе Плющины. 
С приходом коллективизации, на хуторе в 1929 году был образован колхоз  «Механизированный труд» и раскулачено много зажиточных семей. В этот же колхоз вошел и хутор Пампушки, впоследствии получивший название - Мочаки-2. В 2001 году Постановлением Белгородской областной Думы от 1 марта, Мочаки–2 Холоднянского сельского округа был исключен из учетных данных населенных пунктов Прохоровского района. 
По административному делению хутор Мочаки входил в Кривобалковский сельcкий Совет до 1950 года. 
С началом Великой отечественной войны многие хуторяне ушли на фронт.
После окончания войны на хуторе построили четырехлетнюю школу, магазин, Дом культуры. В 1970- х годах школу закрыли.
В результате укрупнения колхозов хутора Мочаки-1 и Мочаки-2 вошли в  в Холоднянский сельский Совет Скороднянского района Курской области, колхоз «Механизированный труд» вошел в колхоз «Путь коммунизма».
В 1957 году вошел в состав колхоза им. Булганина,а затем его переименовали в «Знамя коммунизма». В начале 1990-х годов в населенном пункте осталось порядка 30 дворов.

## География
Находится в северной части Белгородской области, в лесостепной зоне, в пределах юго-западного склона Среднерусской возвышенности, к югу от автодороги М2, на расстоянии примерно 19 километров (по прямой) к востоку от Прохоровки, административного центра района. Абсолютная высота — 225 метров над уровнем моря.

### Климат
Климат характеризуется как умеренно континентальный, с относительно мягкой зимой и тёплым продолжительным летом. Среднегодовая температура воздуха — 5,4 °C. Средняя температура воздуха самого холодного месяца (января) — −9,2 °C; самого тёплого месяца (июля) — 16,4 — 24,3 °C. Безморозный период длится в среднем 155—160 дней. Годовое количество атмосферных осадков — 527—595 мм, из которых большая часть выпадает в тёплый период.

### Часовой пояс
Хутор Мочаки-Первые как и вся Белгородская область, находится в часовой зоне МСК (московское время). Смещение применяемого времени относительно UTC составляет +3:00.

## Население
| 2002 | 2010 |
| ---- | ---- |
| 34   | ↘24  |

### Половой состав
По данным Всероссийской переписи населения 2010 года в гендерной структуре населения мужчины составляли 45,8 %, женщины — соответственно 54,2 %.

### Национальный состав
Согласно результатам переписи 2002 года, в национальной структуре населения русские составляли 100 %.